# Josette Rey-Debove
Josette Rey-Debove (Calais, 16 de noviembre de 1929 - Senegal, 22 de febrero de 2005) fue una lexicógrafa y semióloga francesa. Fue la primera mujer lexicógrafa de Francia.

## Biografía
Se licenció en Letras en la Sorbona y se doctoró en Lingüística con una tesis reconocida internacionalmente y titulada Estudio lingüístico y semiótico de los diccionarios franceses contemporáneos. Fue una docente con una gran capacidad teórica, una investigadora sobre aspectos abstractos del lenguaje y sobre todo una lexicógrafa muy rigurosa. Empezó su carrera en 1952 como profesora de francés en el Collège de Paris. Más tarde impartió Lexicología y Semiótica en la Universidad Sorbona Nueva París III. En la Universidad Paris VII Denis Diderot dirigió tesis y habilitaciones, aparte de ejercer como lexicógrafa. En 2002 estuvo al frente de un seminario sobre Lexicología en la Escuela de Estudios Superiores en Ciencias Sociales, donde formó en la práctica de la lexicografía a numerosos especialistas. También destacó como teórica en Semántica y Gramática, en la línea de Louis Hjelmslev y de Roland Barthes.
Tan importante como su labor docente fue su faceta de estudiosa del lenguaje, que inició en los Estados Unidos en 1969 como ayudante de investigación en el Research Center for Language Sciences de la Universidad de Indiana Bloomington. Allí trabajó con Thomas Sebeok, director de la revista Semiótica, de la que ella fue secretaria.
En 1953 empezó a desarrollar su labor como editora de los diccionarios de lengua de la sociedad del Nuevo Littré, que se transformó rápidamente en la sociedad Diccionarios Le Robert. Allí conoció a Paul Robert y a Alain Rey. Con este último se casó en Marruecos el 11 de septiembre de 1954. Contribuyó a redactar el primer diccionario Le Robert en 1964, luego colaboró en el Petit Robert de la lengua francesa, en el Robert des Enfants, en el Dictionnaire du français (langue étrangère) y en el Robert Méthodique-Brio. En 1977 se convirtió en secretaria general de la redacción de los Diccionarios Robert, función que mantuvo hasta 1994.
En su calidad de lingüista reconocida y partidaria de la feminización del francés, contribuyó a hacer evolucionar la lengua como miembro de numerosas comisiones de diversos organismos. Fue miembro de la Comisión para la feminización del vocabulario del Ministerio de los derechos de la mujer (1984-1985), del Comité de expertos para la reforma ortográfica del francés, dependiente del Consejo Superior de la lengua francesa (1989), de la Comisión para la simplificación del lenguaje administrativo del Ministerio de la función pública y de la Reforma del Estado (2001), etc. En concordancia con su compromiso político abiertamente de izquierdas, apoyó la causa de las mujeres y publicó en prensa numerosos artículos polémicos sobre el francés, la feminización de los títulos (cargos, profesiones) y sobre la Academia francesa. Ya desde los primeros años 70 había colaborado con la Oficina quebequesa de la lengua francesa realizando trabajos sobre la terminología, los neologismos y la metodología del trabajo terminológico. Años después, ese mismo organismo canadiense contó con ella como consultora para la elaboración de los principios que se adoptarían en materia de feminización y préstamo lingüísticos.  Como divulgadora de sus conocimientos sobre el léxico y los diccionarios impartió numerosas conferencias por universidades de todo el mundo -especialmente francesas y quebequesas- y participó en ponencias, coloquios y seminarios, así como en las emisiones de Radio Francia Internacional (RFI) durante los años 1985-1995.
Fue amiga de varios de los miembros del Oulipo (Bernard Cerquiglini, Paul Fournel) y en 1986 se la invitó a participar como invitada de honor.
Estuvo nominada a la Orden Nacional de Quebec por su aportación a la política de diseño lingüístico de Quebec.  También fue nombrada Dama de la Orden Nacional del Mérito.

## Obras
- Dictionnaire alphabétique et analogique de la langue française (Le Grand Robert), en colaboración con Alain Rey y Henri Cottez, 1967. Se trata de una obra monumental en seis volúmenes, modelo de referencia internacional para la elaboración de diccionarios con representación morfosemántica.[4][10]
- Le Petit Robert, en colaboración, 1967. Desde su aparición se convirtió en el diccionario escolar de referencia.[4]
- Étude linguistique et sémiotique des dictionnaires français contemporains, Mouton De Gruyter, 1971. A través del análisis de los diccionarios franceses, en esta obra presenta una metodología que ha sido clave para la formación de los metalexicógrafos.[4][11]
- Essais de sémiothique, en colaboración con Julia Kristeva (1971).[12]
- Recherche sur les systèmes signifiants, 1973
- Le Métalangage : étude du discours sur le langage, Armand Colin, 1978, et 2ª edición aumentada en 1997, reedición en 2007. Es un estudio del discurso sobre el lenguaje, que reflexiona en profundidad sobre el valor de la información sobre las unidades del léxico y su forma de representación.[13]
- Lexique de sémiotique, 1979
- Dictionnaire méthodique du français actuel, 1982, reedición en 2003
- Le Petit Robert des enfants, 1988
- Dictionnaire des anglicismes, con Gilberte Gagnon, Le Robert, 1991.
- Le Nouveau Petit Robert, en colaboración, 1993, reedición en 2006.
- Le Robert quotidien, 1996
- La Linguistique du signe : une approche sémiotique du langage et le Robert du français, 1998. Se trata de un acercamiento semiótico al lenguaje, donde se exploran todas las vertientes semióticas del signo.[4][7]
- Le Robert du français langue étrangère (1998)
- Le Petit Robert des noms propres, en colaboración con Paul Robert y Alain Rey (2008).[14]